# Bimodale Verteilung

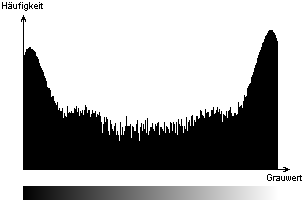
Beispiel für ein bimodales Bildhistogramm

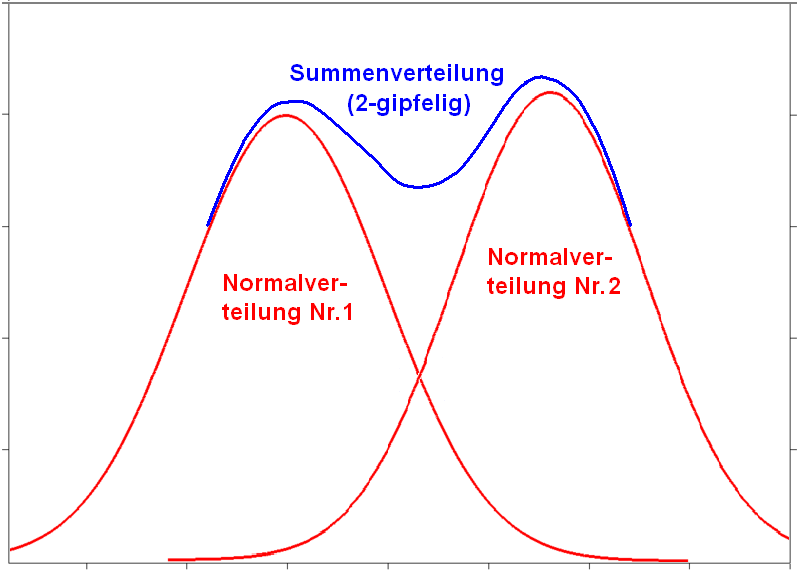
Beispiel für zwei uni- (rot) und eine bimodale Dichtefunktion (blau)

Eine bimodale Verteilung ist eine Wahrscheinlichkeitsverteilung oder Häufigkeitsverteilung, bei der die Dichte bzw. deren Schätzung zwei besonders ausgeprägte lokale Maxima aufweist. Sie ist eine multimodale (oder auch mehrgipflige) Verteilung, da sie im Gegensatz zur unimodalen Verteilung (eingipflige Verteilung) mehr als ein Maximum aufweist.
Bimodale Verteilungen treten in vielen von Menschen betrachteten Situationen auf. Oft ist für die zwei Modi die Tatsache verantwortlich, dass der untersuchten Gruppe zwei verschiedene Gruppen unterliegen. Würde z. B. der Anteil der Erythrozyten im Blut einer Menschengruppe in einer Häufigkeitsverteilung dargestellt, so ergäben sich zwei Modi, da Männer meist einen höheren Erythrozytenanteil im Blut aufweisen als Frauen. Es empfiehlt sich, bei multimodalen Verteilungen  neben dem Hauptmodus als häufigstem Wert (hier: Erythrozytenanteil im Blut bei Männern) auch die weiteren Nebenmodi (hier: Erythrozytenanteil im Blut bei Frauen) anzugeben.
Bedeutung hat eine bimodale Verteilung, weil sich die zugrundeliegenden Daten sehr gut in zwei Klassen einteilen lassen. Dies geschieht meist durch die Wahl eines Schwellenwertes an der Stelle, an der das Minimum zwischen den beiden Maxima liegt. Angewendet wird ein solches Verfahren beispielsweise bei der Binarisierung von Bildern, einer Art der Segmentierung, bei der nur zwei Segmente erzeugt werden, z. B. durch Anwendung eines Schwellenwertverfahrens.
Schwieriger als üblich wird die Angabe von Konfidenzintervallen bei Zufallsvariablen mit einer multimodalen Verteilung. Es muss (z. B. symmetrisch) zusätzlich spezifiziert werden, um es eindeutig zu beschreiben.